# 地蚕
地蚕（学名：Stachys geobombycis）为唇形科水苏属下的一个种。

## 扩展阅读
- 維基物種上的相關：地蚕